# دوايت فيليبس
دوايت فيليبس (بالإنجليزية: Dwight Phillips)‏ مواليد 1 أكتوبر 1977 في ديكاتور، هو لاعب قفز طويل أمريكي. شارك في دورة الألعاب الأولمبية وحصل على الميدالية الذهبية. فاز بالميدالية الذهبية في بطولة العالم لألعاب القوى.

## سجل المنافسة
| العام                 | المسابقة                                    | المكان                      | المركز                | ملاحظة                |
| يمثل الولايات المتحدة | يمثل الولايات المتحدة                       | يمثل الولايات المتحدة       | يمثل الولايات المتحدة | يمثل الولايات المتحدة |
| --------------------- | ------------------------------------------- | --------------------------- | --------------------- | --------------------- |
| 2000                  | الألعاب الأولمبية الصيفية 2004              | سيدني                       | 8                     |                       |
| 2001                  | بطولة العالم لألعاب القوى 2001              | إدمونتون                    | 8                     |                       |
| 2003                  | بطولة العالم لألعاب القوى داخل الصالات 2003 | برمنغهام (إنجلترا), إنجلترا | 1                     | 8.29 م                |
| 2003                  | بطولة العالم لألعاب القوى 2003              | باريس، فرنسا                | 1                     | 8.32 م                |
| 2003                  | نهائي ألعاب القوى العالمي 2003              | مونت كارلو, موناكو          | 1                     |                       |
| 2004                  | الألعاب الأولمبية الصيفية 2004              | أثينا, اليونان              | 1                     | 8.59 م                |
| 2004                  | نهائي ألعاب القوى العالمي 2004              | مونت كارلو, موناكو          | 2                     | 8.26 م                |
| 2005                  | بطولة العالم لألعاب القوى 2005              | هلسنكي, فنلندا              | 1                     | 8.60 م                |
| 2005                  | نهائي ألعاب القوى العالمي 2005              | مونت كارلو, موناكو          | 1                     |                       |
| 2006                  | نهائي ألعاب القوى العالمي 2006              | شتوتغارت, ألمانيا           | 6                     |                       |
| 2007                  | بطولة العالم لألعاب القوى 2007              | أوساكا, اليابان             | 3                     | 8.30 م                |
| 2009                  | بطولة العالم لألعاب القوى 2009              | برلين، ألمانيا              | 1                     | 8.54 م                |
| 2011                  | بطولة العالم لألعاب القوى 2011              | دايغو, كوريا الجنوبية       | 1                     | 8.45 م                |
| 2013                  | بطولة العالم لألعاب القوى 2013              | موسكو، روسيا                | 11                    | 7.88 م                |

## روابط خارجية
- دوايت فيليبس على موقع الاتحاد الدولي لألعاب القوى (الإنجليزية)
- دوايت فيليبس على موقع الاتحاد الأمريكي لسباقات المضمار والميدان (الإنجليزية)
- دوايت فيليبس على موقع الاتحاد الأمريكي لسباقات المضمار والميدان (الإنجليزية)
- دوايت فيليبس على موقع الدوري الماسي (الإنجليزية)
- دوايت فيليبس على موقع اللجنة الأولمبية الدولية (الإنجليزية)
- دوايت فيليبس على موقع أوليمبيديا (الإنجليزية)
- دوايت فيليبس على موقع اللجنة الأولمبية والبارالمبية الأمريكية (الإنجليزية)